# Zell am Moos
Pour les articles homonymes, voir Zell.

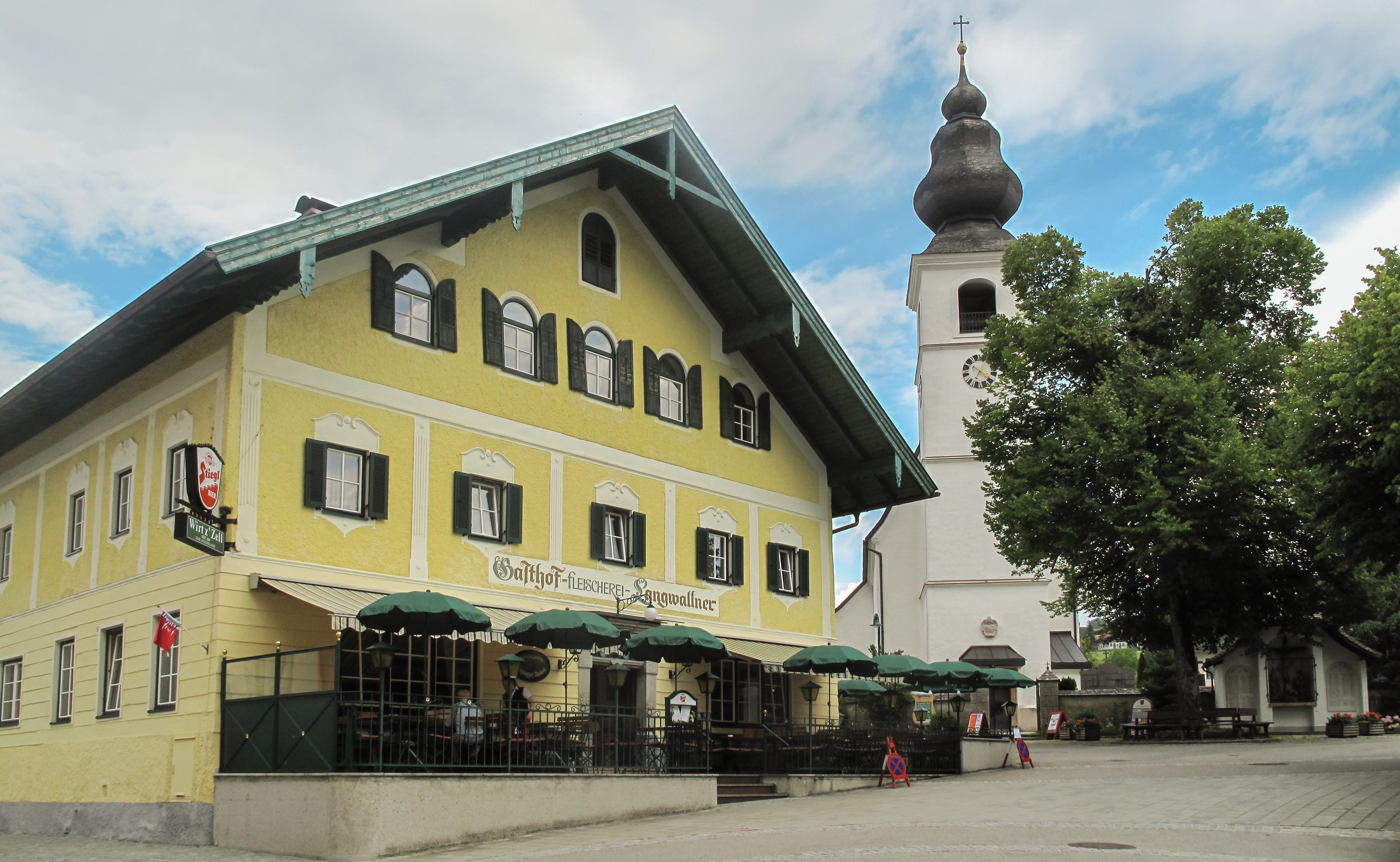
Zell am Moos, église et auberge.

Zell am Moos est une commune autrichienne du district de Vöcklabruck en Haute-Autriche.

## Géographie
Localités de Zell am Moos :
- Brandstatt
- Breitenau
- Entersgraben
- Gassen
- Gollau
- Greith
- Harpoint
- Haslau
- Haslau-Berg
- Häusern
- Heissing
- Kohlstatt
- Lindau
- Oberschwand
- Unterschwand
- Vormoos
- Zell am Moos